# Grundsprog
Grundsprog - også ursprog eller protosprog - er en sprogteori der antager et fælles sprog, til en given tid, der herefter udvikler sig til flere sprog.

Grundsproget rekonstrueres ud fra fællestrækkene i en given sproggruppe, der formodes at have fælles ophav.
[kilde mangler]
I kun nogle få tilfælde findes der skriftlige belæg for grundsproget,
såsom latin, der er de romanske sprogs grundsprog, og urnordisk
der er de nordgermanske sprogs grundsprog - ellers uden sammenligning.
Da den teoretiske definition må siges at være ideel, dvs. ikke reel, arbejdes såvel med en nuanceret definition, hvor grundsproget kan beskrives at omfatte dialektforskelle, hos Thomas Olander benævnt "Common language" (evt. dansk: fællessprog).

## Ældre spekulationer over sprog
Den græske historiker Herodot skrev i 400-tallet f.Kr., at der var uenighed om, hvilket sprog der var ældst. For at finde svaret, holdt man to spædbørn isoleret sammen med en stum tjenestepige. Det første ord, det ene barn ytrede, var bekos, der betød "brød" på frygisk. Deraf sluttede man, at frygisk var det ældste af alle sprog. 
Da Hugo Grotius i 1643 udgav De origine gentium Americanarum, henfaldt han til en opfattelse i sin samtid, hvor man tænkte sig nederlandsk som verdens ældste sprog og det sprog, man talte i Edens have. Fx blev den sidste stavelse i stednavnene Island og Grønland sammenholdt med den aztekiske endestavelse -tlan i mexikanske stednavne som Quaxitlan og Ocotlan. 
Olof Rudbeck var en betydelig svensk videnskabsmand. Da han i 1660'erne ville tegne et landkort over området ved Mälaren, fandt han påfaldende lighedstræk mellem stednavnene dér og ved Middelhavet. Derfor skrev han værket Atlantica i fire bind på i alt ca. 3.000 sider, udgivet fra 1679 til 1702. Af værket fremgår det, at Skandinavien er civilisationens vugge, Atlantis, og at svensk er verdens ursprog, hvorfra blandt andet hebraisk og latin stammer. 
Etienne Bonnot de Condillac (en)
(1713-80)
mente, at ursprogene opstod af onomatopoietika som pip-pip for "fugl" og dryp-dryp for "vand", ledsaget af grimasser. Efterhånden som kulturen udviklede sig, gjorde sproget det også, mente han, indtil grammatik og logik kunne sammenføjes til det perfekte sprog, nemlig Condillacs modersmål, fransk,

og noget lignende findes hos
Johann Gottfried von Herder 1772 "Afhandling om sprogets oprindelse".
Den Resen-Svaningske Bibel er oversat fra 'grundsprogene' hebraisk, aramæisk og græsk.

## Eksterne links
- Etienne Bonnot de Condillac, French philosopher (1714-80)